# Маунт-Кармел (Індіана)
Маунт-Кармел (англ. Mount Carmel) — місто (англ. town) в США, в окрузі Франклін штату Індіана. Населення — 76 осіб (2020).

## Географія
Маунт-Кармел розташований за координатами 39°24′27″ пн. ш. 84°52′32″ зх. д. / 39.40750° пн. ш. 84.87556° зх. д. (39.407610, -84.875478).  За даними Бюро перепису населення США в 2010 році місто мало площу 0,12 км², уся площа — суходіл.

## Демографія
Згідно з переписом 2010 року, у місті мешкало 86 осіб у 31 домогосподарстві у складі 25 родин. Густота населення становила 732 особи/км².  Було 32 помешкання (272/км²).
Расовий склад населення:
| - 97,7 % — білих |

До двох чи більше рас належало 2,3 %. Частка іспаномовних становила 0,0 % від усіх жителів.
За віковим діапазоном населення розподілялося таким чином: 31,4 % — особи молодші 18 років, 57,0 % — особи у віці 18—64 років, 11,6 % — особи у віці 65 років та старші. Медіана віку мешканця становила 35,0 року. На 100 осіб жіночої статі у місті припадало 83,0 чоловіків;  на 100 жінок у віці від 18 років та старших — 84,4 чоловіків також старших 18 років.
Середній дохід на одне домашнє господарство  становив 33 824 долари США (медіана — 36 042), а середній дохід на одну сім'ю — 35 694 долари (медіана — 36 667). За межею бідності перебувало 32,8 % осіб, у тому числі 57,9 % дітей у віці до 18 років та 0,0 % осіб у віці 65 років та старших.
Цивільне працевлаштоване населення становило 22 особи. Основні галузі зайнятості: освіта, охорона здоров'я та соціальна допомога — 36,4 %, виробництво — 31,8 %, науковці, спеціалісти, менеджери — 13,6 %, транспорт — 4,5 %.